# 凹叶黄耆
凹叶黄耆（学名：Astragalus retusifoliatus）为豆科黄芪属的植物，是中国的特有植物。分布在中国大陆的云南等地，生长于海拔3,600米的地区，见于山坡，目前尚未由人工引种栽培。